# Babbersmolen

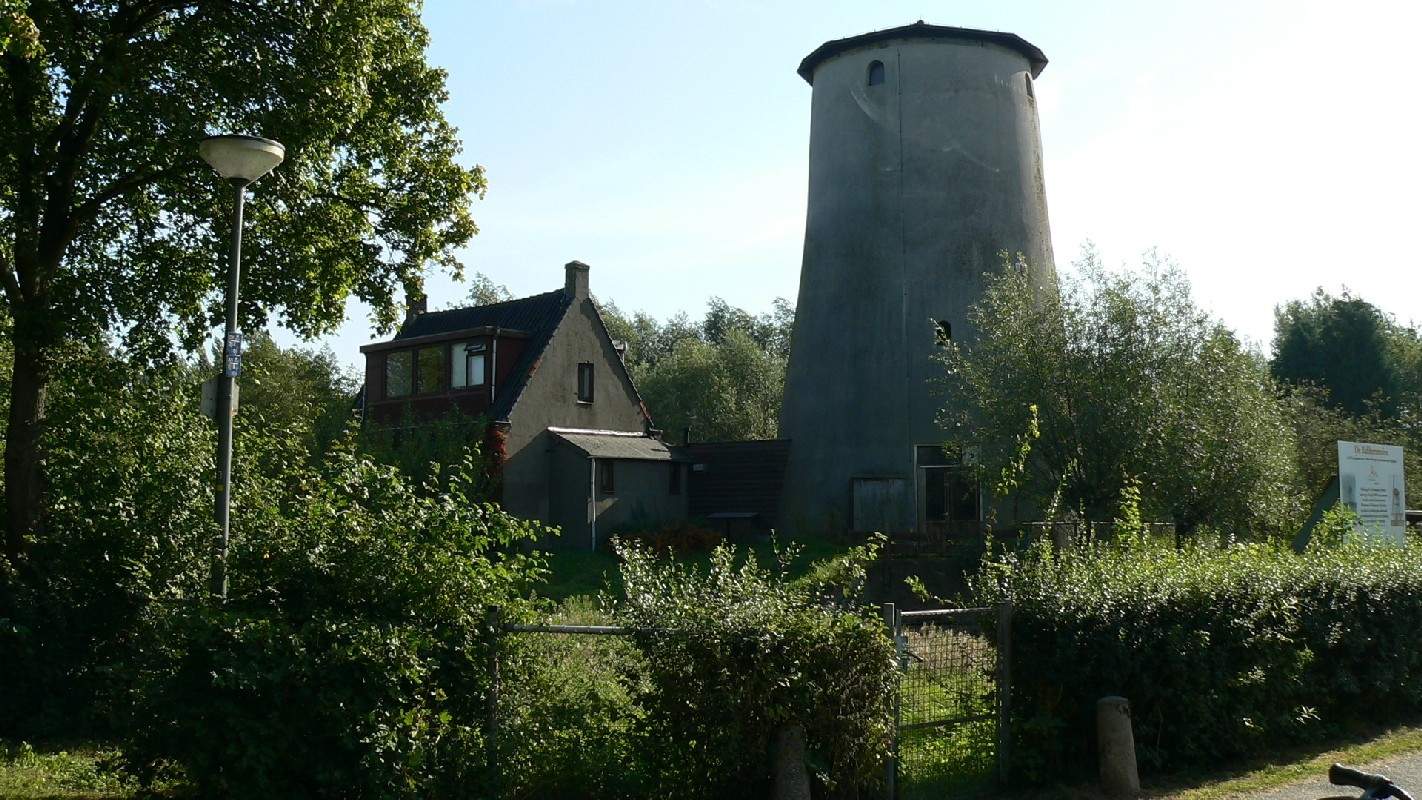

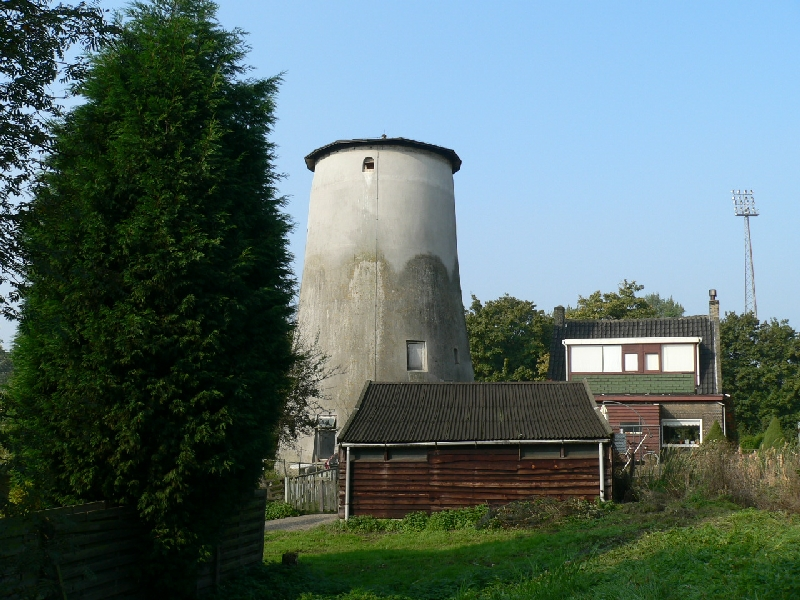
De molen in 2006

De Babbersmolen staat langs de Poldervaart in de Zuid-Hollandse gemeente Schiedam. Het is de oudste stenen poldermolen van Nederland. Lange tijd was alleen de 16 meter hoge romp nog intact, maar sinds 2013 is de poldermolen in oude staat teruggebracht. De molen staat op volkstuincomplex 'Vijfsluizen'. Hij is te zien vanuit de metro naar Hoek van Holland en vanaf de Poldervaart.

## Geschiedenis
De molen verving een eerdere houten molen die op dezelfde locatie stond om de Babberspolder te bemalen. In 1710 kwam de nieuwe stenen Babbersmolen in gebruik. Het was zoals gebruikelijk bij poldermolens een grondzeiler. In 1888 werd de spoordijk voor de lijn van Schiedam naar Hoek van Holland aangelegd. Dit verslechterde het zogenoemde molenbiotoop, de windvang was vanuit noordwestelijke richting niet meer optimaal. Een verhoging van drie meter tot stellingmolen was noodzakelijk. Stelling en wieken werden in 1924 verwijderd toen ter aandrijving van het gemaal een Deutz-motor in de molen werd geplaatst. De molenaar, die tot dan toe met zijn gezin in de molen woonde, werd machinist en kreeg een nieuw gebouwd huisje ernaast.
De molen stond tot 1886 in de gemeente Vlaardinger-Ambacht. Na een gemeentelijke herindeling kwam de Babbersmolen op Schiedams grondgebied te staan. Het houten scheprad was in 1897 aan vervanging toe. De diameter van het nieuwe scheprad werd vergroot, was een 'snijdend' exemplaar. Daar waar een scheprad meestal door het water schept, sneed het nieuwe rad door het water. De diameter van het scheprad was 6,7 m, de breedte 40 cm en de opvoerhoogte was 1,80 m. Omdat het peil van de Poldervaart was gestegen was het ook noodzakelijk het rad hoger te leggen.
De molen werd in 1955 buiten werking gesteld. Het bemalen van de Babberspolder gebeurde in het vervolg door het verderop gelegen gemaal van de Hargpolder. De gemeente Schiedam werd in de jaren 1970 eigenaar van de niet meer in gebruik zijnde molen. In 1979 kon het vogelasiel van de Koninklijke Nederlandse Natuurhistorische Vereniging er in gevestigd worden. De nog aanwezige motor en het scheprad werden toen met toestemming van de gemeente verwijderd.

## Restauratie
In 2003 werd de molen aangekocht door 'Stichting de Schiedamse Molens' en werd hij opgenomen in het register van rijksmonumenten. De stichting stelde zich ten doel het monument te restaureren tot een volledig werkende molen zoals deze was vóór 1924. Een donatie van € 10.000 van de provincie Zuid-Holland in 2011 maakte het mogelijk het gebied rond de molen aan te passen om de zichtbaarheid te vergroten en de wieken na de restauratie weer meer wind te laten vangen. In 2012 werd er een nieuwe stelling en een nieuwe rieten kap met wieken aangebracht en is een deel van het gaande werk herbouwd. De molen is sindsdien draaivaardig. Ter afsluiting van de restauratie kwam er in 2013 een nieuw scheprad in de molen. De as uit 1897 kon daarvoor opnieuw gebruikt worden, hij bleek te zijn begraven op de molenwerf.

## Molenaars
Vier generaties Post hebben sinds 1875 zorg gedragen voor het bemalen van de polder met de Babbersmolen. Twee molenaarsgezinnen hebben jarenlang ook in de molen gewoond. De namen van de molenaars waren: Van Berkel, Leen Post (1875), Willem Pieter Post (±1900), en Pieter Willem Post (na 1924). Pieter Willem was de laatste beroepsmolenaar die de molen bediende.

## Educatie
Naast de molen is een mini-Babberspolder gecreëerd; dit is een watereducatieproject. Bezoekers kunnen deze mini-polder door het openzetten van slootjes onderwater laten lopen. Met een handbediend houten molenscheprad kan men de polder vervolgens ook weer droogmalen. Het water komt terecht in een mini-Poldervaart die voorzien is van keersluizen. Op deze wijze is te ervaren hoe de waterhuishouding van een polder werkt.

## Afbeeldingen

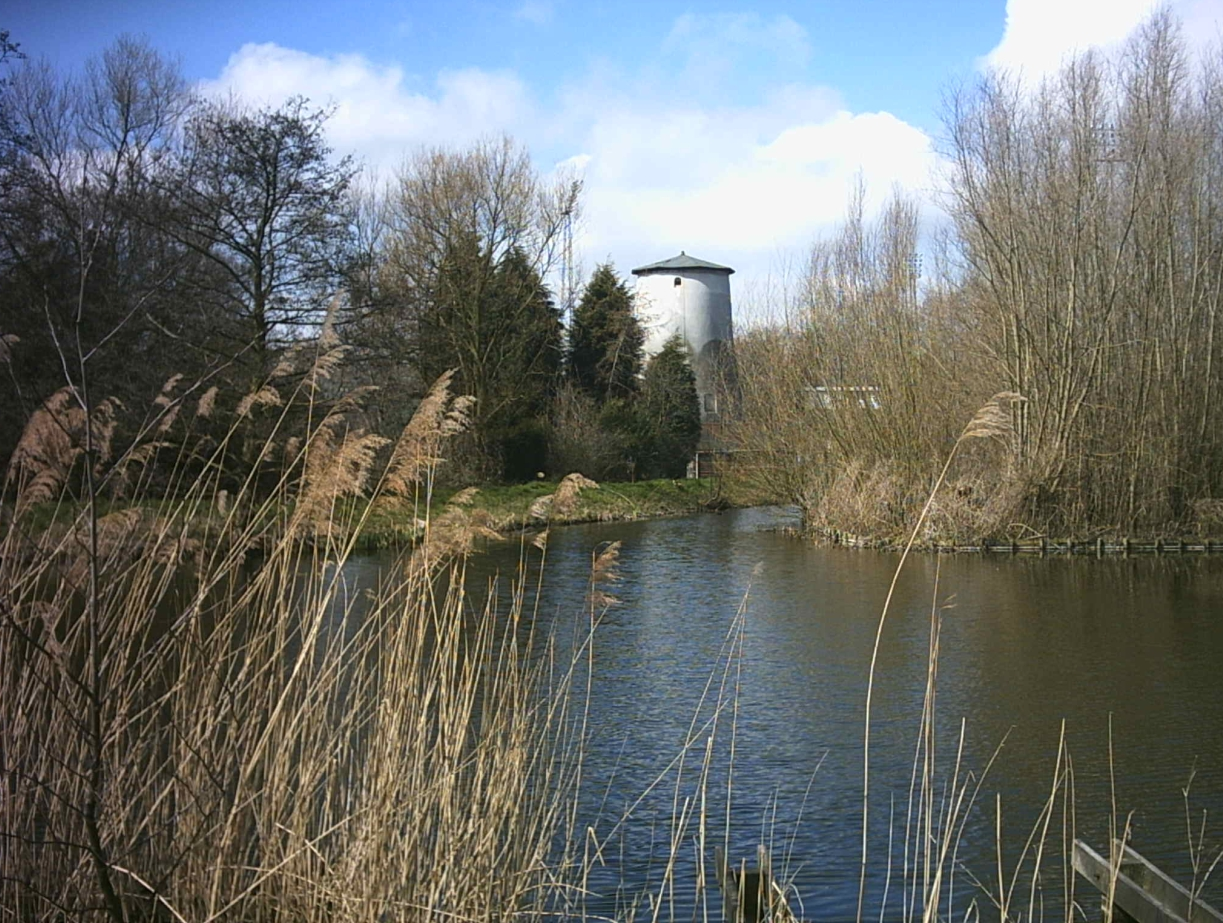
Voorjaar 2006
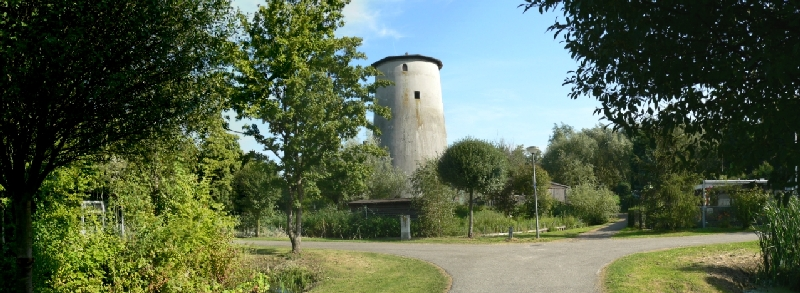
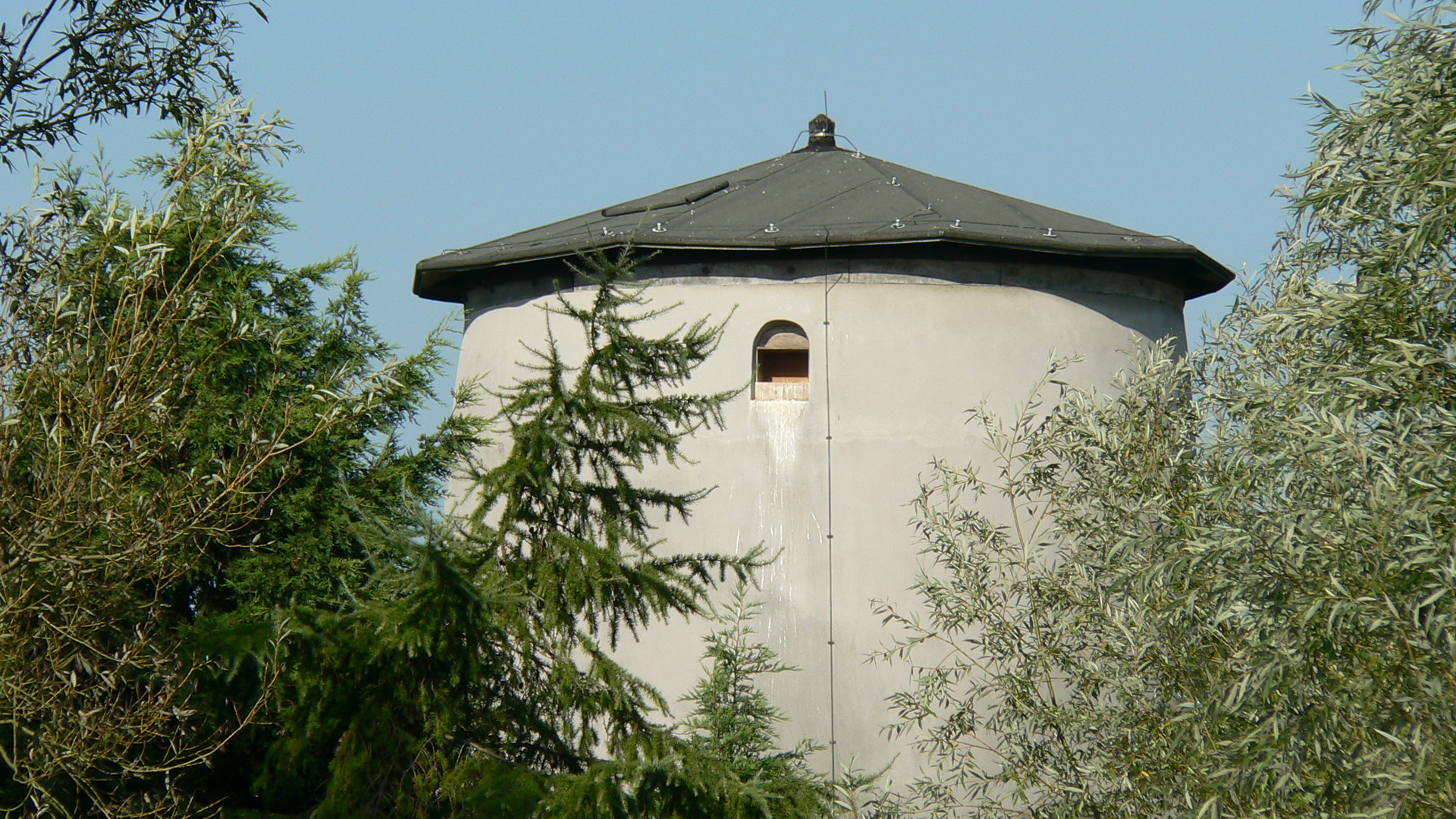
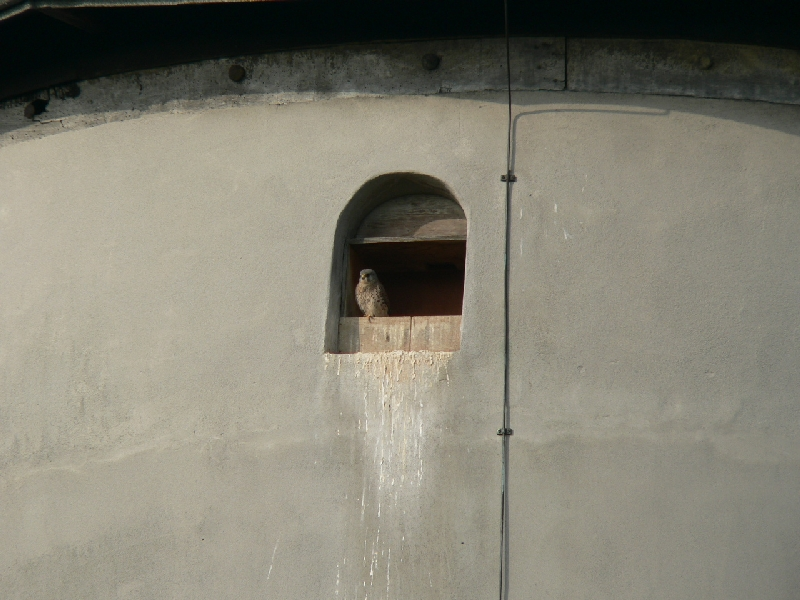
Torenvalk
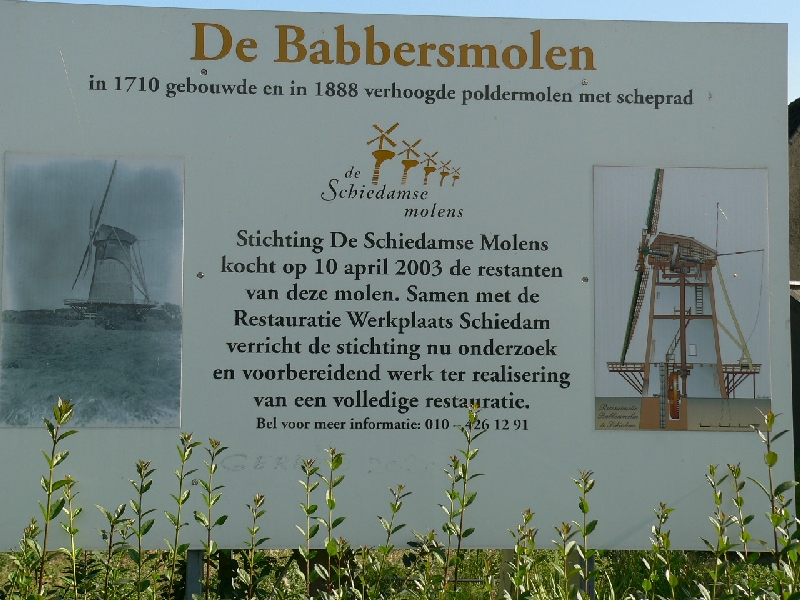
Restauratiebord

## Feiten
onderstaande feiten zijn afkomstig uit de Molendatabase
| Naam: Babbersmolen Adres: Vijfsluizen 2a (Schiedam wijk Nieuwland) Type molen: Steenhuismolen (1710) Stellingmolen (1888) | Aandrijving: Wind (1710) Motor (1924) Functie: Poldermolen (bemalen van de Babberspolder) Monument: Bekend onder nummer RDMZ-513195 RD-coördinaten: x: 85279; y: 437015 |